# 雪嶋宏一
雪嶋 宏一（ゆきしま こういち、1955年10月 - ）は、日本の書誌学者。専門分野は、図書館情報学・西洋書誌学・書物学・社会情報学、北アジア考古学。早稲田大学名誉教授。静岡県出身。

## 略歴

### 学歴・職歴
出典：略歴・業績, p. 259
1955年10月、静岡県に生まれる。1974年静岡県立浜松北高等学校から、早稲田大学第一文学部に入学。1978年3月、同大学東洋史専攻で卒業。
同年4月より、早稲田大学職員司書として入職（2008年3月末まで勤務）。明治大学リバティ・アカデミーでの講師を兼任。2008年4月に早稲田大学教育・総合科学学術院准教授となる。2009年7月、新宿区立図書館運営協議会 会長をつとめる。2013年4月より、同大学教育・総合科学学術院教授に昇進。2020年9月より学術院教育学科主任をつとめる（2022年9月まで）。
2023年3月、定年退職。名誉教授の称号を受ける。

### 研究
- 15世紀の活版印刷本（incunabula：インキュナブラ、インキュナビュラ、インクナブラ）を中心に西洋書誌学を研究。日本全国に所蔵されるインキュナブラを1988年から書誌学調査して全国所在目録を作成。目録第1版を1995年、2004年に改訂増補版を上梓した[5]。

### 受賞
- 2017年4月17日　第19回 図書館サポートフォーラム(LSF)賞 受賞：日本国内におけるインキュナブラの調査研究と西洋書誌学の発展に対し[6]。

## 主著

### 単著
- 『本邦所在インキュナブラ目録（IJL）』雄松堂出版、1995年。
  - 改訂増補版（英語版）：Incunabula in Japanese libraries (IJL2)、2004年[7][8]。
- 『スキタイ：騎馬遊牧国家の歴史と考古』〈ユーラシア考古学選書〉雄山閣、2008年[9]。NCID BA87118207
- 『西洋古版本の手ほどき：基礎編』〈リバティアカデミーブックレット16〉明治大学リバティ・アカデミー編、2011年[10]。
- 『雪嶋宏一書誌選集：コルディエ、インキュナブラ、アルドゥス書誌論』〈文献探索人叢書/深井人詩編〉金沢文圃閣、2013年。NCID BB11830736
- 『アルド・マヌーツィオとルネサンス文芸復興』東京製本倶楽部会報編集室、2014年。NCID BB14964976
- 『書誌学の誕生：コンラート・ゲスナー『万有書誌』の研究』日外アソシエーツ、2022年[11]。NCID BC18882906

### 共著・編著
- 『書物の森へ：西洋の初期印刷本と版画』佐川美智子・高木幸子と共編、町田市立国際版画美術館、1996年。
- 『中央ユーラシアの考古学』〈世界の考古学〉藤川繁彦編、同成社、1999年。

第3章「アルタイからウラルまで：中央ユーラシア中部の騎馬遊牧文化」
- 2「セミレチエの騎馬遊牧文化」pp.148-164
- 3「中央カザフスタンの初期遊牧文化」pp.164-172
- 4「アラル海沿岸の初期遊牧文化」pp.172-188
第4章 1～8「ウラルからカルパチアまで：中央ユーラシア西部の騎馬遊牧文化」pp.189-261
- 『ヴァチカン教皇庁図書館展』印刷博物館、2002年。
- 『古代王権の誕生 3：中央ユーラシア・西アジア・北アフリカ編、初期王権研究委員会編』初期王権研究委員会編、角川書店、2003年。

第1部第2章「騎馬遊牧民スキタイの王権の成立と発展」pp.28-45
- 『知の系譜：広島経済大学所蔵稀覯書目録』新版(全3巻) 石田恒夫・西川英治編、広島経済大学図書館、2009年09月。ISBN 9784841905229

自然科学編：「「知の系譜」文庫の意義」pp.5-6「自然科学の系譜」pp.11-14、人文・社会科学編：「人文・社会科学の系譜」pp.3-7
- 『タイポグラフィの基礎：知っておきたい文字とデザインの新教養』小宮山博史編、誠文堂新光社、2010年8月。

「グーテンベルクの活版印刷術発明, 活版印刷術の波及とインキュナブラ」pp.20-27
- 『鍑 (ふく) の研究：ユーラシア草原の祭器・什器』〈ユーラシア考古学選書〉草原考古研究会[12]編、雄山閣、2011年10月。

「先スキタイ～スキタイ時代の中央ユーラシア草原西部の鍑」pp.255-291
- 『ヴァチカン教皇庁図書館展II：書物がひらくルネサンス』印刷博物館、2015年04月。
- 『旅の書物／旅する書物』松田隆美編、慶應義塾大学出版会、2015年09月。ISBN 978-4766422610

「旅と文献情報の収集：16世紀コンラート・ゲスナーの場合」pp.3-37
- 『アルド・マヌーツィオの魅力　印刷博物館講演録』白井敬尚と共著、2016年。
- 『天文学と印刷：新たな世界像を求めて』印刷博物館 - 展覧会カタログ、2018年10月。

「学匠印刷家の系譜」pp.16-28
- 『近代人文学はいかに形成されたか：学知・翻訳・蔵書』甚野尚志・河野貴美子・陣野英則、勉誠出版、2019年02月。

「早稲田大学の蔵書形成と知の体系：ルートヴィヒ・リースの旧蔵書を中心に」pp.267-295
- 『図書・図書館史：図書館発展の来し方から見えてくるもの』〈講座・図書館情報学 12〉三浦太郎[13]編著、京都・ミネルヴァ書房、2019年09月。NCID BB28704135

第2章「中世修道院の図書室」pp.24-47
- 『ユーラシアの大草原を掘る：草原考古学への道標』〈アジア遊学238〉草原考古研究会編、勉誠出版、2019年9月[14]。

「スキタイの遺跡：ルィジャニフカ村大古墳を巡る問題」
「サルマタイの遺跡：フィリッポフカ古墳群を巡って」
「サカの遺跡：ベレル古墳群について」
- Conrad Gessner（日本語版） (1516-1565): Die Renaissance der Wissenschaften / The Renaissance of Learning Urs B.Leu, Peter Opitz, De Gruyter（英語版）  2019年10月。ISBN 978-3110496963

"Gessner's Bibliotheca universalis and the Aldine Press" pp.29-40

### 監修
- 〈ライブラリー学校図書館学〉金沢みどり・雪嶋宏一監修、勉誠社[15]。

1. 『読書と豊かな人間性』金沢みどり・河村俊太郎著、2023年[16]。
2. 『学校図書館概論』雪嶋宏一・須永和之編著、2025年[17]。

### 翻訳
- 『ニュルンベルク年代記の誕生：ドイツ初期印刷と挿絵本の制作』エイドリアン・ウィルソン（英語版）著、河合忠信・佐川美智子と共訳、雄松堂出版、1993年。

### 論文
- 雪嶋宏一 論文 CiNii

紀要論文　
- 『早稲田大学図書館紀要』早稲田大学図書館 出版
  - 雪嶋 宏一 著 CiNii
- 『金大考古』金沢大学人文学類考古学研究室 編
  - 「スキタイの遺跡ジャボティン古墳について」第82号、2023年3月、1-14頁. doi:10.24517/00069158
  - 「カザフスタン西部ジャガブラクI 遺跡 出土の鍑について」第85号、2025年4月、26-39頁. doi:10.24517/0002002953

その他
- 「大学生の読書と図書館」2019年7月8日 読売新聞オンライン
- 随想録 / 早稲田大学教育・総合科学学術院　教育学科生涯教育学専修
  - 「図書館と生涯学習」2022年01月20日
  - 「世界史の転換点」2022年03月30日

## 参考資料
- 「雪嶋宏一教授 略歴・業績」『学術研究：人文科学・社会科学編』第71巻、早稲田大学教育・総合科学学術院、2023年3月25日、259-264頁、hdl:2065/00093458。